# Heinrich Bellermann
Johann Gottfried Heinrich Bellermann (ur. 10 marca 1832 w Berlinie, zm. 10 kwietnia 1903 w Poczdamie) – niemiecki kompozytor i muzykolog.

## Życiorys
Syn Johanna Friedricha. Studiował kontrapunkt i kompozycję u Eduarda Grella. Od 1853 roku uczył muzyki w Gymnasium zum Grauen Kloster. Od 1866 roku był wykładowcą Uniwersytetu Berlińskiego. W 1875 roku został wybrany na członka Akademie der Künste. W latach 1868–1874 publikował artykuły na łamach Allgemeine Musikalische Zeitung.

## Twórczość
Był autorem prac Die Mensuralnoten und Taktzeichen des 15. und 16. Jahrhunderts (Berlin 1858), Der Kontrapunkt (Berlin 1862) oraz biografii Eduarda Grella (Berlin 1899). Opublikował kilka średniowiecznych traktatów muzycznych. Jego twórczość kompozytorska, obejmująca utwory religijne i świeckie, pozbawiona jest rysów indywidualnych.